# Особняк Великановой
Особняк Великановой — здание в Ростове-на-Дону, расположенное на улице Серафимовича, 15. Дом был построен в 1884—1890 годах по проекту ростовских архитекторов Н. А. Дорошенко и Н. М. Соколова. В настоящее время здание занимает Ростовское художественное училище имени М. Б. Грекова. Особняк Великановой имеет статус объекта культурного наследия регионального значения.

## История
В 1884—1890 годах ростовский купец Семён Иванович Великанов построил для своей дочери Пелагеи особняк на Казанской улице (ныне улица Серафимовича). В этом доме она жила со своим мужем, гласным городской думы, горным инженером Матвеем Кирилловичем Козловым. В особняке было 28 комнат, подвалы для служб и фонтан во дворе. Фасады здания оформлены в неоклассической стилистике.
После прихода советской власти здание было национализировано. В 1921 году там разместилась Ростовская государственная публичная библиотека им. Карла Маркса (ныне Донская государственная публичная библиотека). Журналист Борис Оленин писал об этом в газете «Молот»: «В доме династии Великановых поселились толстые важные тома в тёмных, почти монашеских переплётах и буйные, всеми цветами радуги цветущие журналы начала революции …»
В 1994 году библиотека переехала в новое здание на Пушкинской улице, а в особняке Великановой разместилось Ростовское художественное училище им. М. Б. Грекова.